# Жюлен, Макс
Макс Жюлен (фр. Max Julen; род. 15 марта 1961, Церматт, кантон Вале) — швейцарский горнолыжник, олимпийский чемпион 1984 года в гигантском слаломе.
Кроме олимпийской победы Жюлен выиграл 1 этап Кубка мира, а также ещё 10 раз поднимался на подиум на этапах Кубка мира. Лучшее место в общем зачёте Кубка мира — 8-е в 1983 году. В том же сезоне занял в Кубке мира второе место в зачёте гигантского слалома.
Сын швейцарского горнолыжника Мартена Жюлена, участника Олимпийских игр 1956 года.